# 村上敦 (ジャーナリスト)
村上 敦（むらかみ あつし、1971年 - ）は、日本出身のドイツ在住ジャーナリスト、環境コンサルタント。
岐阜県飛騨高山（現・高山市）生まれ。岐阜工業高等専門学校土木工学科卒業。ゼネコンに勤務した後、環境問題を意識し、ドイツ・フライブルク大学に留学。フライブルク・ブライスガウ郡役所・建設局に勤務の後、フリーライターとしてドイツの環境施策を日本に紹介。執筆、講演等でドイツの環境政策、交通政策、都市計画制度を日本に紹介する。一般社団法人クラブヴォーバン代表。日本エネルギーパス協会、日本エネルギー機関の顧問。

## 著書
- 『カーシェアリングが地球を救う 環境保護としてのニュービジネス』洋泉社 2004
- 『フライブルクのまちづくり ソーシャル・エコロジー住宅地ヴォーバン』学芸出版社 2007
- 『キロワットアワー・イズ・マネー エネルギーが地域通貨になる日、日本は蘇る』いしずえ 2012　「キロワットアワー・イズ・マネー エネルギー価値の創造で人口減少を生き抜く 改訂版』いしずえ新書
- 『ドイツのコンパクトシティはなぜ成功するのか 近距離移動が地方都市を活性化する』学芸出版社 2017

### 共著
- 『欧州のエネルギー自立地域 100%再生可能へ!』滝川薫編著 池田憲昭, 田代かおる, 近江まどか共著 学芸出版社 2012
- 『ドイツの市民エネルギー企業 100%再生可能へ!』池田憲昭,滝川薫共著 学芸出版社 2014
- 『海外キャリアのつくり方 ドイツ・エネルギーから社会を変える仕事とは?』西村健佑,梶村良太郎, 永井宏治, 金田真聡共著 いしずえ 2017

### 翻訳
- フランツ・アルト『エコロジーだけが経済を救う』洋泉社 2003
- マティアス・ヴィレンバッハー『メルケル首相への手紙 ドイツのエネルギー大転換を成功させよ!』滝川薫共訳 いしずえ 2013